# Kate Herron
Kate Herron (* 28. Oktober 1987 in London) ist eine britische Filmregisseurin und Drehbuchautorin.

## Karriere
Herron schloss an der University for the Creative Arts ein Studium in Filmproduktion mit einem Bachelor ab. Während sie anschließend einige Jahre in Zeitarbeit, etwa als Kellnerin, arbeitete, schuf sie mehrere Kurzfilme für Filmfestivals. In Open House von 2013 spielte die Schauspielerin Briony Redman, die Herrons Schreibpartnerin wurde; in Smear von 2017 Sophia Di Martino, die Herron später in Loki besetzt. Weitere Kurzfilme drehte sie als Episoden der Fernsehserie five by five, die von Idris Elba produziert wurde. Die Forbes inkludierte sie dafür 2017 in eine 30 Under 30-Liste. Als erstes Projekt längerer Episoden hatte sie für die Netflix-Serie Sex Education 2019 die Regie über die zweite Hälfte der ersten Staffel inne. Im August 2019 wurde sie als Regisseurin der gesamten ersten Staffel von Loki vorgestellt, einer Fernsehserie des Marvel Cinematic Universe, die im Sommer 2021 bei Disney+ erschien. Herron und Redman schrieben eine Episode für Doctor Who in der vierzehnten Staffel bzw. ersten Staffel unter Disney+, die 2024 erschien, und wurden 2024 als Autoren für eine Realfilmadaption der Sims-Computerspiele unter Herrons Regie angekündigt.

## Filmografie
R=Regie; D=Drehbuch
- 2010: Frank (Kurzfilm; R, D)
- 2012: Kill List: The Musical (Kurzfilm; R, D)
- 2012: Run Toward Them (Kurzfilm; R, D mit Briony Redman)
- 2013: Open House (Kurzfilm; R, D)
- 2014: Valentine (Kurzfilm; R, D)
- 2014: Healey’s House (Kurzfilm; D)
- 2014: Rest Stop (Kurzfilm; R, D)
- 2016: Fan Girl (Kurzfilm; R, Produzentin)
- 2017: Smear (Kurzfilm; R, D mit Briony Redman)
- 2017: Five by Five (Fernsehserie, 5 Episoden; R)
- 2019: Sex Education (Fernsehserie, 4 Episoden; R)
- 2019: Daybreak (Fernsehserie, 1 Episode; R)
- 2021: Loki (Fernsehserie, 6 Episoden; R, ausführende Produzentin)
- 2024: Doctor Who (Fernsehserie, Episode 14x06 Rogue; D mit Briony Redman)

## Auszeichnungen und Nominierungen
- 2015 Rhode Island International Film Festival: Auszeichnung mit dem Grand Prize für Rest Stop als Bester Kurzfilm

für Loki
- 2021 Dragon Awards: Nominierung als Beste Science-Fiction- oder Fantasy-Serie
- 2022 Hollywood Critics Association Television Awards: Nominierung für Beste Regie in einer Streaming-Dramaserie (Episode 1x05)
- 2022 Hugo Awards: Nominierung als Beste Drama-Vorführung, Kurzform (Episode 1x04)